# Lotus E23 Hybrid
Der Lotus E23 Hybrid ist der Formel-1-Rennwagen des Lotus F1 Teams für die Formel-1-Weltmeisterschaft 2015. Er ist der sechste Rennwagen des Teams, seit es im Besitz von Genii Capital ist und ist der 23. Rennwagen, der in der Fabrik im britischen Enstone entworfen und gebaut wurde; daher trägt er den Buchstaben „E“ sowie die Zahl „23“ im Namen. Illustrationen des Wagens wurden am 26. Januar 2015 auf der Internetseite des Teams gezeigt.

## Technik und Entwicklung
Der E23 ist das Nachfolgemodell des E22. Das Fahrzeug unterscheidet sich aufgrund von Regeländerungen für die Formel-1-Saison 2015 optisch vom Vorgängermodell, da die Bestimmungen im Bereich der Fahrzeugnase deutlich verändert wurden. Nachdem Lotus beim E22 als einziger Konstrukteur eine als „Doppelzinken“ bezeichnete Lösung an der Fahrzeugnase gewählt hatte, ist die Nase beim E23 sehr kurz und ragt nicht nach vorne über den Frontflügel hinaus. Sie unterscheidet sich damit optisch kaum von der Nase des Mercedes F1 W06 Hybrid.
Ansonsten gibt es optisch nur sehr wenige Unterschiede zum E22. Auffällig ist die Konstruktion der Airbox direkt oberhalb des Cockpits, seitlich etwas unterhalb der Airbox sind zwei große Einlasskanäle vorhanden. Dazu gibt es einen vierten, deutlich kleineren Lufteinlass unmittelbar hinter dem Helm des Fahrers.
Angetrieben wird der E23 vom Mercedes-Benz PU106B Hybrid, einem 1,6-Liter-V6-Motor mit einem Turbolader. Er ist damit der erste Wagen des Teams, der nicht von einem Renault-Motor angetrieben wird.
Mitte Januar 2015 gab das Team bekannt, dass das Fahrzeug sämtliche vorgeschriebene Crashtests bestanden habe.
Im Laufe der Saison entwickelte das Team den Wagen wegen finanzieller Engpässe nahezu nicht weiter. Aus dem gleichen Grund wurde die Laufzeit einiger Bauteile gegenüber den Vorjahren deutlich verlängert.

## Lackierung und Sponsoring
Der E23 ist wie sein Vorgängermodell in Schwarz-Gold lackiert. Durch den Sponsor PDVSA erhält der Wagen zusätzlich rote Farbakzente an Frontflügel, Heckflügel und Rückspiegeln. Weitere Sponsorenaufkleber kommen von Genii Capital, EMC Corporation, Microsoft Dynamics, der Saxo Bank sowie von YotaPhone.

## Fahrer
Lotus trat auch in der Saison 2015 mit dem Fahrerduo Romain Grosjean und Pastor Maldonado an. Darüber hinaus bestritt Jolyon Palmer bei diversen Grands Prix das erste freie Training.

## Ergebnisse
| Fahrer                          | Nr.                             | 1   | 2   | 3   | 4  | 5   | 6   | 7  | 8   | 9   | 10 | 11  | 12  | 13  | 14 | 15  | 16  | 17 | 18 | 19  | Punkte | Rang |
| ------------------------------- | ------------------------------- | --- | --- | --- | -- | --- | --- | -- | --- | --- | -- | --- | --- | --- | -- | --- | --- | -- | -- | --- | ------ | ---- |
| Formel-1-Weltmeisterschaft 2015 | Formel-1-Weltmeisterschaft 2015 |     |     |     |    |     |     |    |     |     |    |     |     |     |    |     |     |    |    |     | 78     | 6.   |
| R. Grosjean                     | 8                               | DNF | 11  | 7   | 7  | 8   | 12  | 10 | DNF | DNF | 7  | 3   | DNF | 13* | 7  | DNF | DNF | 10 | 8  | 9   | 78     | 6.   |
| P. Maldonado                    | 13                              | DNF | DNF | DNF | 15 | DNF | DNF | 7  | 7   | DNF | 14 | DNF | DNF | 12  | 8  | 7   | 8   | 11 | 10 | DNF | 78     | 6.   |
| J. Palmer                       | 30                              |     |     | PO  | PO | PO  |     |    | PO  | PO  | PO | PO  | PO  |     | PO | PO  |     | PO | PO | PO  | 78     | 6.   |

| Legende  | Legende            | Legende                                                          |
| Farbe    | Abkürzung          | Bedeutung                                                        |
| -------- | ------------------ | ---------------------------------------------------------------- |
| Gold     | –                  | Sieg                                                             |
| Silber   | –                  | 2. Platz                                                         |
| Bronze   | –                  | 3. Platz                                                         |
| Grün     | –                  | Platzierung in den Punkten                                       |
| Blau     | –                  | Klassifiziert außerhalb der Punkteränge                          |
| Violett  | DNF                | Rennen nicht beendet (did not finish)                            |
| Violett  | NC                 | nicht klassifiziert (not classified)                             |
| Rot      | DNQ                | nicht qualifiziert (did not qualify)                             |
| Rot      | DNPQ               | in Vorqualifikation gescheitert (did not pre-qualify)            |
| Schwarz  | DSQ                | disqualifiziert (disqualified)                                   |
| Weiß     | DNS                | nicht am Start (did not start)                                   |
| Weiß     | WD                 | zurückgezogen (withdrawn)                                        |
| Hellblau | PO                 | nur am Training teilgenommen (practiced only)                    |
| Hellblau | TD                 | Freitags-Testfahrer (test driver)                                |
| ohne     | DNP                | nicht am Training teilgenommen (did not practice)                |
| ohne     | INJ                | verletzt oder krank (injured)                                    |
| ohne     | EX                 | ausgeschlossen (excluded)                                        |
| ohne     | DNA                | nicht erschienen (did not arrive)                                |
| ohne     | C                  | Rennen abgesagt (cancelled)                                      |
| ohne     | keine WM-Teilnahme |                                                                  |
| sonstige | P/fett             | Pole-Position                                                    |
| sonstige | 1/2/3/4/5/6/7/8    | Punktplatzierung im Sprint-/Qualifikationsrennen                 |
| sonstige | SR/kursiv          | Schnellste Rennrunde                                             |
| sonstige | *                  | nicht im Ziel, aufgrund der zurückgelegten Distanz aber gewertet |
| sonstige | ()                 | Streichresultate                                                 |
| sonstige | unterstrichen      | Führender in der Gesamtwertung                                   |